# Иван Токин
Иван Токин (1971) савремени је српски писац, који живи и ради у Београду. Од 2009. редовно пише текстове у новинама, а 2014. објављује прву књигу. Објавио је два романа, неколико збирки прича и једну поему.
Токин у својим делима нуди свакодневицу и човеково уклапање са њом. Ликове представља као најнормалније људе у њиховим свакодневним ритуалима, суочене са чињеницом да је садашњост све што се има, једини посед. Позива да се живот живи до краја, да се примећује, урања у свакодневицу, шири свест и напросто — да се буде ту, постоји.
Срца читалаца освојио је аутентичном поетиком свакодневице, тренутака, ситуација које измичу у мимоходу.
Његове приповетке преведене су на енглески и словеначки језик.

## Објављена дела
- Најнормалнији човек на свету (2014)[2]
- Молекули (2015)[3]
- Пас (2017)
- M2 Мултиверзум (2018)
- Нели (2019)

## Збирке
- Троје (2016)
- Простор за мокрог пса (2012)
- Књижевна фантастика, Алманах бр. 2 (2016)